# Woordgrammatica
De woordgrammatica is een grammaticamodel dat in de jaren 80 van de 20e eeuw is ontwikkeld door Richard Hudson. Het model is gebaseerd op andere grammataicamodellen zoals de systemisch-functionele grammatica, de categoriale grammatica en de dependentiegrammatica. Er wordt uitgegaan van het idee dat de in een zin weergegeven informatie al in het woord zelf zit, waarbij de voornaamste rol van syntaxis is de woorden op de juiste manier te combineren.
De woordgrammatica is begonnen als een variant op de cognitieve taalkunde, die ervan uitgaat dat cognitieve grammatica de belangrijkste rol speelt bij alle aan taal gerelateerde processen. Dit staat haaks op het idee van de universele grammatica van Noam Chomsky.